# Sergei Aleksandrovich Bendz
Bản mẫu:Eastern Slavic name
Sergei Aleksandrovich Bendz (tiếng Nga: Серге́й Александрович Бендзь; sinh ngày 3 tháng 4 năm 1983) là một cầu thủ bóng đá người Nga thi đấu cho F.K. Kuban Krasnodar.